# Sančo IV. Kastiljski
Sančo IV. Kastiljski (12. svibnja 1258. – 25. travnja 1295.) bio je španjolski vladar, kralj Kastilje, Leona i Galicije.
Sančo (šp. Sancho) bio je sin kralja Alfonsa X. i Violante Aragonske (Jolanda) te unuk aragonskog kralja Jakova I. Međutim, Sančo nije bio najstariji sin svoga oca – Sančov stariji brat Ferdinand de la Cerda umro je 1275. godine, a imao je sinove Alfonsa i Fernanda. Premda je bilo očekivano da Alfonso de la Cerda naslijedi djeda, Alfonsa X., Sančo je preuzeo vlast te je okrunjen u Toledu. Plemstvo je uglavnom bilo naklonjeno Sanču. Sančov brat, Ivan Kastiljski, pobunio se protiv Sanča.

## Marija de Molina
Sančo se oženio sestričnom, Marijom de Molinom, bez papinog dopuštenja. Marija i Sančo dobili su nekoliko djece, uključujući nasljednika, Ferdinanda IV. Kastiljskog. Marija je Sanču rodila i kćer Izabelu, koja se udala za Jakova II. Aragonskog.